# Cocoon Recordings
La Cocoon Recordings è un'etichetta discografica fondata e gestita dal 2000 dal disc jockey Sven Väth. Con sede a Francoforte, in Germania, Cocoon Recording è una divisione della Cocoon Music Event GmbH, azienda proprietaria dell'etichetta.

## Storia
Il dj producer Sven Väth fonda l'etichetta nel 2000 al fine di sostenere e produrre artisti emergenti di musica elettronica. La Cocoon produce esclusivamente musica Techno o generi ad essa affini. È nota anche per la compilation annuale, un disco che comprende tracce esclusive e di musicisti emergenti, ad oggi alla sua quattordicesima edizione, "N" (i titoli seguono infatti l'ordine alfabetico).
Ad oggi è una delle più rinomate etichette del genere.

## Artisti rilevanti
- Adam Beyer
- Ilario Alicante
- Alan Fitzpatrick
- Anthony Rother
- Beroshima
- David K
- Daze Maxim
- Dominik Eulberg
- Extrawelt
- Emanuele Inglese
- Frank Lorber
- Funk D'Void

- Guy Gerber
- Jacek Sienkiewicz
- Legowelt
- Loco Dice
- Minilogue
- Onur Özer
- Pig & Dan
- Pascal F.E.O.S.
- Raresh

- Ricardo Villalobos
- Richard Bartz
- Roman Flügel
- Stefan Goldmann
- Steve Bug
- Sven Väth
- Tobi Neumann
- Zombie Nation